# San Sebastián Salitrillo
San Sebastián Salitrillo es un distrito del municipio de Santa Ana Oeste del departamento salvadoreño de Santa Ana; ubicado a 78 km de San Salvador, y que tiene una extensión de 42.23 km². Su población es de 30 004 habitantes. La distribución política - administrativa consiste en una cabecera distrital y los cantones: los Amates, San Luis, Santa Rosa y Santa Bárbara; que a su vez se dividen en 36 caseríos.
| Censo | Población | Cambio | Porcentaje |
| ----- | --------- | ------ | ---------- |
| 2007  | 18 566    | N/D    | N/D        |
| 2024  | 30 004    | 11 438 | 61.6%      |

Actualmente el alcalde municipal es Jorge Alberto Castro Valle

## Historia
En el 4 de marzo de 1878, don Cecilio Castro hipotecó una finca de su posesión en el cantón San Luis Salitrillo, en ese entonces jurisdicción de Chalchuapa y hoy simplemente llamado cantón San Luis, a favor de los señores don Blas y don Gregorio Toledo por 1,669 arrobas de café en cereza por 3,000 pesos.
En la trigésima novena sesión de la Asamblea Nacional Constituyente celebrada el 10 de febrero de 1880, se dio primera lectura al dictamen de la comisión de Gobernación en la solicitud de la Municipalidad de Chalchuapa en que pide que se erija en cabecera de distrito a Chalchuapa y en pueblos los Valles de "Salitrillo" y "Los Dos Ríos" (El Porvenir). En la cuadragésima sesión en el 11 de febrero, se dio segunda lectura al mismo dictamen y se señaló su discusión para el siguiente día. En la cuadragésima primera sesión en el 12 de febrero, se dio tercera lectura y se puso a discusión el dictamen de la comisión de Gobernación y fue aprobada la parte que dice:

La comision es de sentir: que no acompañándose documentos de ninguna clase en que conste que los enunciados valles llenan las condiciones legales para ser elevados al rango que desean, se pida informe al Ministro de Estado en el despacho de Gobernacion, lo mismo que al Supremo Tribunal de Justicia respecto á la ereccion en cabecera de Distrito.
Comisión de Gobernación

En el decreto del 1 de marzo de 1880, se facultó al Poder Ejecutivo para que de acuerdo con la Suprema Corte de Justicia, resuelve lo necesario en la solicitud, dando cuenta a la Legislatura ordinaria de los resultados.
Estando el General Francisco Menéndez en el gobierno provisional emitió el Decreto Ejecutivo con fecha 7 de septiembre de 1885 en el cual el Valle de Salitrillo obtiene la calidad de pueblo y se fijó como jurisdicción la misma que había reconocido el antiguo Valle, y convocando a los vecinos para el tercer domingo de diciembre próximo, presididos por el gobernador departamental, a la elección de Municipalidad.
Las actas municipales indican que el primer alcalde municipal fue: Vicente Galdámez, quien donó un terreno para la construcción del centro principal en donde se construyó un campo deportivo (llamado parque José Vinicio Romero Ramos), iglesia, escuela (centro escolar Dr. Alberto Luna), las calles y avenidas. Desde su fundación San Sebastián Salitrillo quedó incorporado al distrito de Chalchuapa en Santa Ana.
El 18 de junio de 1886 la Municipalidad levantó un Acta, en la cual fijó la demarcación Jurisdiccional de la población. Acto al que asistierón Autoridades Departamentales y Representantes de las Municipalidades de El Porvenir, Santa Ana y Chalchuapa, que declararon que el municipio de San Sebastián comprendía, además del antiguo valle del Salitrillo, los cantones los Amates y San Luis. Sus fiestas patronales se celebran del 16 de enero al 20 del mismo, en honor a San Sebastián Mártir.

## Geografía
El distrito de San Sebastián Salitrillo limita al norte con el municipio del El Porvenir, al sur con Santa Ana y Chalchuapa, al oriente con Santa Ana y al poniente con Chalchuapa, con una elevación promedio de 775 m s. n. m. Sus coordenadas geográficas centrales son 14° 8′ 00″.

### División administrativa

Mapa del pueblo de San Sebastián Salitrillo. Tomado de OpenStreetMap.

San Sebastián Salitrillo está dividido en cinco cantones.
| División Administrativa de San Sebastián Salitrillo                                              | División Administrativa de San Sebastián Salitrillo |
| ------------------------------------------------------------------------------------------------ | --------------------------------------------------- |
| El distrito cuenta con 5 cantones: Barrio El Centro los Amates Santa Bárbara Santa Rosa San Luis |                                                     |

### Clima
En esta zona es tropical y moderadamente a alto. La temperatura entre 24°- 30° centígrados la alta y la baja es de centígrados por el tipo de tierra caliente y de tierra templada, dependiendo de las diferentes épocas del año y de la altitud. La precipitación pluvial anual, su promedio oscila entre 1900 y 2000 milímetros.

Por otra parte casi la mayoría de tiempo se puede disfrutar un clima muy cálido que no desespera a los habitantes del municipio, sino que por el contrario les ayuda al descanso después de arduas jornadas de trabajo; debido a la cantidad de bellos árboles y fincas existentes dentro del municipio se puede ver que estos hacen posible que se respire aire un poco menos contaminado que el de la ciudad, también este hace posible que se produzcan algunos cultivos en todo tiempo y no solamente en invierno, este clima tan agradable hace del municipio un atractivo para la población como para otras personas fuereñas ya que con sólo poder observar el panorama de sus parques se siente el cambio de clima sin mencionar que esto refleja mucho la mente de los que nos visitan, aparte de pasar un momento de sano esparcimiento.
La flora de los cafetales que son considerados bosques húmedos, frescos y subtropicales. Ya que también están clasificados en otra como subtropicales porque en su interior se deducen que los subtropicales y húmedas montañas bajo porque a la familia que pertenecen son Pacas y Borbón.
El distrito de San Sebastián Salitrillo no está intacto de lo que es la contaminación y si se puede decir que no sufre de grandes focos de contaminación, es que la comunidad y el gobierno municipal tratan de coordinarse dentro de las mayores posibilidades para tratar de preservar los recursos medio ambientales con los que aún se cuenta, de lo que se trata es de evadir lo que no contribuya a la preservación de la flora y la fauna del distrito ya que cuenta con unas especies bien hermosas y que están en peligro de extinción la alcaldía municipal elabora proyectos en pro de nuestros bosques nuestras lagunas nuestros recursos naturales para que nuestras próximas generaciones puedan disfrutar más la naturaleza.

### Flora, fauna, hidrografía y orografía
En San Sebastián Salitrillo Se pueden encontrar pequeños bosques húmedos subtropicales frescos. Entre las especies arbóreas más conocidas están: Cedro, Pino, Roble, Laurel, Manzano--rosa, Pepeto, Chichipato, Carao, Guachipilín, Cuje, Amate, Ceiba entre otros.
Entre la fauna se encuentran variedades de aves, reptiles y anfibios de diferentes tipos.
Amulunga río principal, por su orografía el municipio cuenta con algunas pequeñnas quebradas ya que respectivamente es un valle.

## Gobierno municipal
Desde 2003, el alcalde de San Sebastián Salitrillo era Francisco Humberto Castaneda del partido FMLN. Hasta 2024 fue gobernado por Jaime Lemus del partido Nuevas Ideas; a partir de ese año es parte del municipio de Santa Ana Oeste presidido por Jorge Castro de Nuevas Ideas para el periodo 2024-2027.

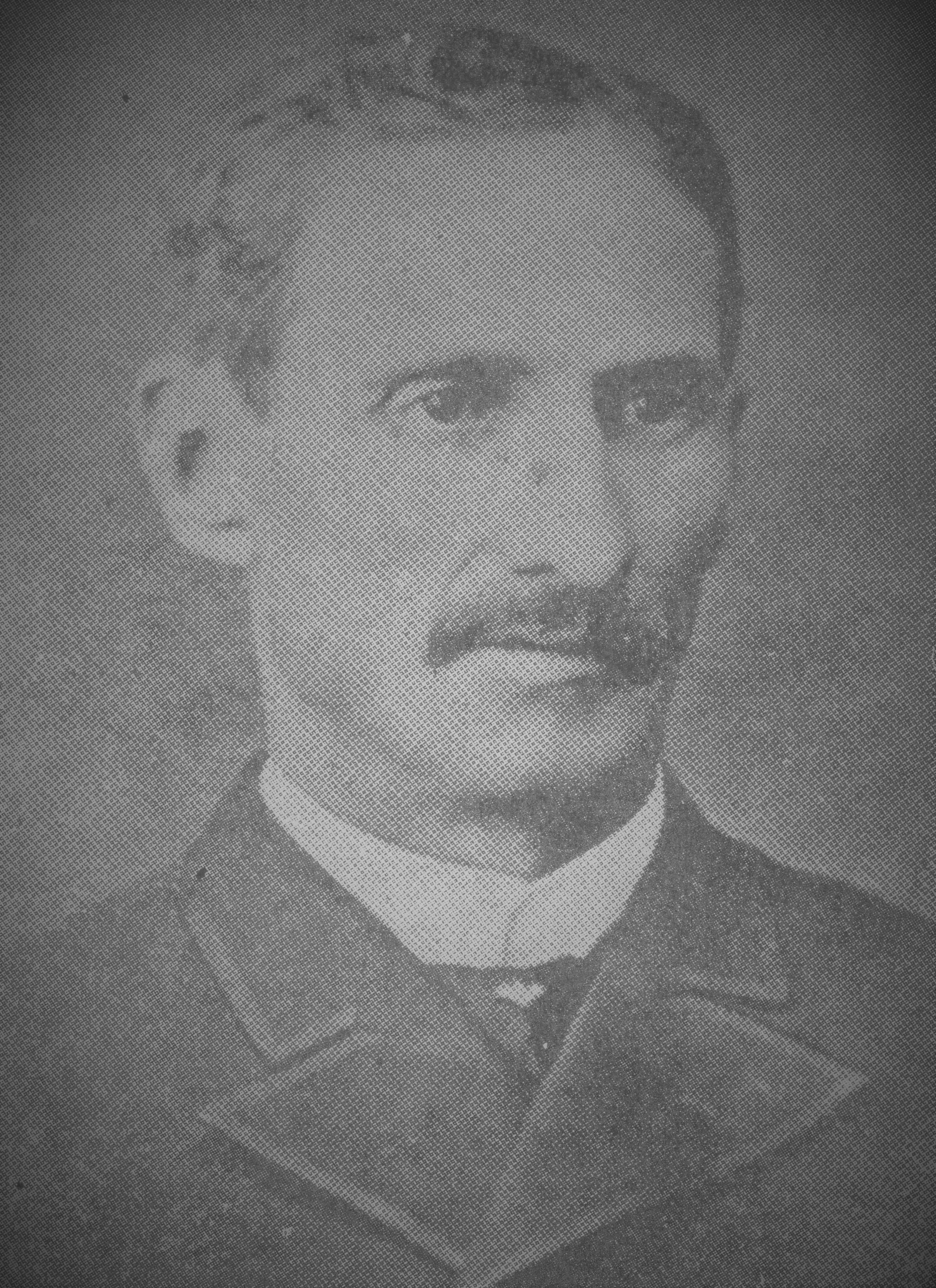
Francisco Menéndez Valdivieso.

La alcaldía municipal de San Sebastián Salitrillo estaba organizada de la siguiente manera: En departamentos, una Oficina Distrital y unidades administrativas.
- Registro y Control Tributario
- Registro del Estado Familiar
- Departamento de Catastro
- Departamento de Servicios Generales
- Departamento de Recreación Deportiva
- Unidad Ambiental
- Departamento de Proyección Social
- Departamento de Mantenimiento de Parques
- Sindicatura
- Unidad de Adquisiciones y Contrataciones
- Unidad de Proyectos
- Biblioteca municipal
- Clínica municipal (Sistema Médico Ambulatorio)
- Cuerpo de Agentes Municipales
- Departamento Legal (en proceso de creación)
- Unidad de Atención a las Mujeres (en proceso)
- Unidad de Fomento de Valores Morales y Espirituales (en proceso)
- Distrito municipal

### Alcaldes de San Sebastián Salitrillo de 2003 a 2024
Francisco Humberto Castaneda, FMLN 2003 - 2014.
Mercedes Aguilar de Ochoa, FMLN 2015 - 2018.
Hugo Calidonio, ARENA 2019 - 2021.
Jaime Lemus, Nuevas Ideas 2021 - 2024.
Jorge Castro, Nuevas Ideas 2024-2027.

## Economía
Con respecto a la actividad industrial y comercial del distrito se encuentra dividida en dos sectores: Por un lado, la gran empresa en Ciudad Real, que además de residenciales esta un centro comercial en el que encontramos agencias bancarias, gasolineras, almacenes, lavanderías, etc. Y en el casco urbano, encontramos los micros negocios, tales como tiendas, pupuserías y ventas varias, que no ha sido censado por la municipalidad. Por otro lado, el 90% de su territorio está cubierto por arbustos de café, a esto obedecen los beneficios de procesamiento de café entre los cuales está: Beneficio el Mono o Bexcafe S.A de C.V, Beneficio Monte Alegre o UNEX S.A de C.V, Beneficio Venecia como Exportadora San Rafael S.A de C.V, Beneficio Galicia o Productos de El Salvador S.A de C .V, Beneficio la Mica, Recibidero Río Zarco.
De acuerdo al INFORME 262- El Salvador 2005, San Sebastián Salitrillo, se encuentra entre los cincuenta distritos con tasas bajas de extrema pobreza y por otro lado está entre los cincuenta distritos con menores porcentajes de hogares receptores de remesas. De acuerdo a este mismo informe este distrito tiene el 31.7% de población viviendo en situación de pobreza y está por debajo de la media nacional, que es 35% de los cuales el 7.3% en pobreza extrema y el 24.4% en pobreza relativa.
Con respecto al índice de desarrollo humano, este distrito se sitúa con un valor de 0.683, un poco por debajo del valor del país que es de 0.731 y con una tasa de 19.2% de analfabetismo adulto, por otra parte el informe estima que el 12.7% de población no sobrevivirá hasta los 40 años de edad. Por otro lado solo el 0.25% de hogares enfrenta deficiencias habitacionales, y un 0.21% no tiene acceso a electricidad.

## Galería

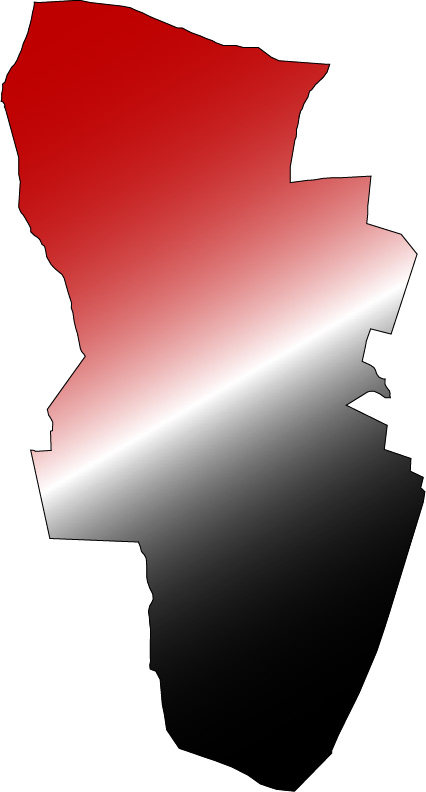
San Sebastián Salitrillo.
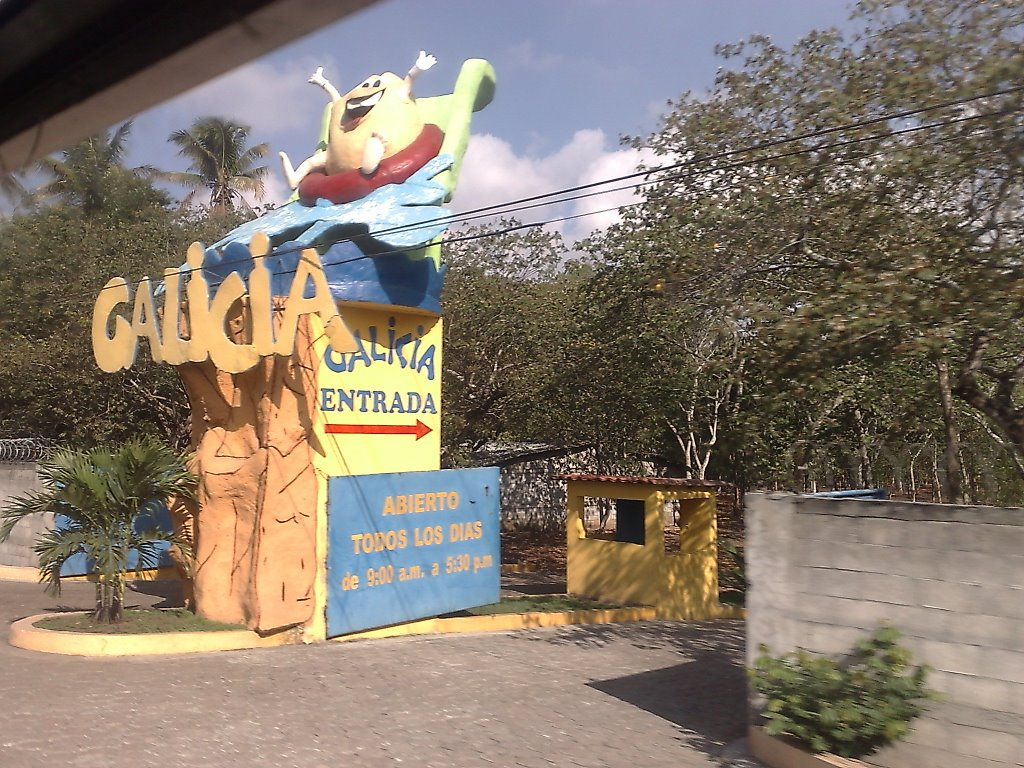
Galicia.

## Deportes
El distrito de San Sebastián Salitrillo se encuentra integrada a Coinfes o Copa Internacional de Fútbol El Salvador, en cual participan equipos municipales en desarrollo del deporte. 